# Serguei Xmelinin
Serguei Xmelinin (en rus Сергей Xмелинин) (24 de juny de 1953) fou un ciclista soviètic, que tingué els millors a la pista. Va aconseguir dues medalles als Campionats del Món en persecució per equips, una d'elles d'or.

## Palmarès en pista
- 1987
  -  Campió del món en persecució per equips, amb Viatxeslav Iekímov, Víktor Manakov i Aleksandr Krasnov

## Palmarès en ruta
- 1988
  - Vencedor d'una etapa a la Volta al Táchira